# International traktat om planter som genetiske ressourcer for føde og landbrug
Traktaten hedder egentlig International Treaty on Plant Genetic Resources for Food and Agriculture, og den er underskrevet af langt de fleste lande (kun USA og Japan afholdt sig fra at stemme). Den er ratificeret af Danmark i foråret 2004, og mange andre lande er på vej.
Traktaten kommer til at iværksætte en multilateral regulering af adgangen til 64 fødevare- og foderafgrøder. De regnes for at være de mest afgørende for fødevaresikkerhed og gensidig afhængighed mellem de lande, som ratificerer traktaten.
Den omfatter også en fond, som skal opbygges gennem andele i den kommercielle udnyttelse af de plantegenetiske ressourcer, der er underlagt taktaten.
Traktatens bestemmelser bliver overvåget af kommissionen for de genetiske ressourcer for føde og landbrugt (CGRFA) under FAO. Mange mener, at traktaten har til hensigt at skabe en model for en ansvarlig, global styring, der kan garantere, at ressourcer bliver holdt tilgængelige under public domain, sådan at man sikrer sig mod mulige, fremtidige problemer.